# 塔塔鋼鐵歐洲股份
塔塔鋼鐵歐洲股份有限公司，簡稱塔塔鋼鐵歐洲股份，以及塔塔鋼鐵歐洲（英語：Tata Steel Europe Limited），在1999年由當時英國鋼鐵股份有限公司（1967年成立），以及荷蘭鋼鐵公司（1911年成立）合併而成立，也就是前身為「柯以斯集團股份有限公司」（Corus Group plc），而總部則位於英國倫敦市。

## 历史
目前為全歐洲第二大鋼鐵集團、全球第十大鋼鐵生產商，以及印度塔塔集團轄下的，塔塔鋼鐵股份有限公司旗下歐洲業務。
主要業務在英國、荷蘭、法國和挪威地區經營生產及銷售各類鋼鐵產品，2006年3月10日，柯以斯以5億7千萬英鎊，把旗下鋁業出售給亞樂以斯國際股份有限公司。
到了2006年尾，根據塔塔和柯以斯收購活動資料之中，塔塔鋼鐵股份有限公司旗下，塔塔鋼鐵英國股份有限公司以500便士收購該類股份，而在2007年1月30日，塔塔鋼鐵英國再以100%全購所有該類股份，總代價為120.4億美元，收購價為608便士，比巴西鋼企巴西國家鋼鐵公司全購股權（總代價為96億美元，收購價為515便士）還要多。
2017年9月20日蒂森克虜伯與塔塔鋼鐵公司兩家公司同意將旗下歐洲鋼鐵業務合併成「蒂森克虜伯塔塔鋼鐵」的合資公司，此舉將創建出歐洲第二大鋼鐵生產商。根據雙方簽訂的諒解備忘錄，兩家公司將在合併後的公司中各持一半股份
2018年6月29日蒂森克虜伯同意與印度塔塔鋼鐵（Tata）合旗下的歐洲鋼鐵業務。合併後的「蒂森克虜伯塔塔鋼鐵公司」（Thyssenkrupp Tata Steel）總部設在荷蘭，將成為歐洲第二大鋼鐵業者，僅次於阿賽洛米塔爾（ArcelorMittal）合資公司擁有34家工廠，員工達4萬8,000人，兩家公司將在合併後的公司中各持一半股份

## 連結
- TataSteelEurope.com （页面存档备份，存于）